# 肇庆市人民政府
肇庆市人民政府，简称肇庆市政府、肇府，是中华人民共和国广东省肇庆市的地方国家行政机关。

## 沿革
1949年，中华人民共和国成立后设立西江专区专员公署，公署位于今肇庆市。1952年，撤销西江专区，所辖10县划归粤中行政区。 1955年，粤中行政区撤销，原粤中行政区所属高要、四会、云浮、广宁、新兴、罗定、德庆、郁南、封川、开建、怀集11县组建高要專區，并成立高要专区专员公署，1959年撤销，改建为江门专区专员公署，公署仍然位于高要县，1960年公署迁往江门。1961年，改建为肇庆专区专员公署，文化大革命期间，1968年3月，成立肇慶專區革命委員會。1970年10月，肇慶專區改稱肇慶地區。1979年4月，成立肇慶地區行政公署。1988年1月7日，中华人民共和国国务院批准撤銷肇慶地區，設肇慶為地級市，并建立肇庆市人民政府。

## 职权
根据《中华人民共和国地方各级人民代表大会和地方各级人民政府组织法》第七十三条，县级以上的地方各级人民政府行使下列职权：
1. 执行本级人民代表大会及其常务委员会的决议，以及上级国家行政机关的决定和命令，规定行政措施，发布决定和命令；
2. 领导所属各工作部门和下级人民政府的工作；
3. 改变或者撤销所属各工作部门的不适当的命令、指示和下级人民政府的不适当的决定、命令；
4. 依照法律的规定任免、培训、考核和奖惩国家行政机关工作人员；
5. 编制和执行国民经济和社会发展规划纲要、计划和预算，管理本行政区域内的经济、教育、科学、文化、卫生、体育、城乡建设等事业和生态环境保护、自然资源、财政、民政、社会保障、公安、民族事务、司法行政、人口与计划生育等行政工作；
6. 保护社会主义的全民所有的财产和劳动群众集体所有的财产，保护公民私人所有的合法财产，维护社会秩序，保障公民的人身权利、民主权利和其他权利；
7. 履行国有资产管理职责；
8. 保护各种经济组织的合法权益；
9. 铸牢中华民族共同体意识，促进各民族广泛交往交流交融，保障少数民族的合法权利和利益，保障少数民族保持或者改革自己的风俗习惯的自由，帮助本行政区域内的民族自治地方依照宪法和法律实行区域自治，帮助各少数民族发展政治、经济和文化的建设事业；
10. 保障宪法和法律赋予妇女的男女平等、同工同酬和婚姻自由等各项权利；
11. 办理上级国家行政机关交办的其他事项。

## 机构设置
肇庆市人民政府设置下列机构：
- 肇庆市人民政府办公室
- 肇庆市发展和改革局
- 肇庆市教育局
- 肇庆市科学技术局
- 肇庆市工业和信息化局
- 肇庆市公安局
- 肇庆市民政局
- 肇庆市司法局
- 肇庆市财政局
- 肇庆市人力资源和社会保障局
- 肇庆市自然资源局
- 肇庆市生态环境局
- 肇庆市住房和城乡建设局
- 肇庆市交通运输局
- 肇庆市水利局
- 肇庆市农业农村局
- 肇庆市商务局
- 肇庆市文化广电旅游体育局
- 肇庆市卫生健康局
- 肇庆市退役军人事务局
- 肇庆市应急管理局
- 肇庆市审计局
- 肇庆市人民政府国有资产监督管理委员会
- 肇庆市市场监督管理局
- 肇庆市统计局
- 肇庆市医疗保障局
- 肇庆市金融工作局
- 肇庆市城市管理和综合执法局
- 肇庆市信访局
- 肇庆市政务服务数据管理局
- 肇庆市林业局
- 肇庆市政府研究室
- 肇庆市民族宗教事务局

## 现任领导
| 姓名   | 职务                  | 政党       | 出生年月           | 籍贯     | 性别 | 民族 | 其他职务 |
| ------ | --------------------- | ---------- | ------------------ | -------- | ---- | ---- | --- |
| 许晓雄 | 市长 党组书记         | 中国共产党 | 1969年3月（56岁）  | 广东揭西 | 男   | 汉族 | 中国共产党广东省委员会委员 中国共产党肇庆市委员会副书记                                                             |
| 李兴文 | 常务副市长 党组副书记 | 中国共产党 | 1971年11月（53岁） | 广东连山 | 男   | 壮族 | 中国共产党肇庆市委员会常委                                                                                          |
| 何婧   | 副市长                | 无党派     | 1969年9月（55岁）  | 广东云浮 | 女   | 汉族 | |
| 董信奇 | 副市长 党组成员       | 中国共产党 | 1969年3月（56岁）  | 广东茂名 | 男   | 汉族 | 中国共产党肇庆市委员会政法委员会第一副书记 中国共产党肇庆市公安局委员会党委书记 肇庆市公安局局长 肇庆市公安局督察长 |
| 管伟   | 副市长 党组成员       | 中国共产党 | 1977年12月（47岁） | 安徽巢湖 | 男   | 汉族 | |
| 刘泾波 | 副市长 党组成员       | 中国共产党 | 1973年10月（51岁） | 广东紫金 | 男   | 汉族 | |
| 谢桂坤 | 副市长 党组成员       | 中国共产党 | 1969年8月（55岁）  | 山东定陶 | 男   | 汉族 | 中国共产党广宁县委员会书记                                                                                          |
| 姚灵炎 | 秘书长 党组成员       | 中国共产党 | 1972年8月（52岁）  | 广东封开 | 男   | 汉族 | 中国共产党肇庆市人民政府机关党组书记 肇庆市人民政府办公室主任                                                       |

## 历任领导
- 唐广安（1988年2月－1993年4月）
- 陈均伦（1993年4月－1995年12月）
- 梁伟发（1995年12月－2000年2月）
- 江海燕（2000年2月－2003年4月）
- 邓耀华（2003年4月－2004年3月）
- 杨浩明（2004年10月－2009年9月）
- 郭锋（2009年9月－2015年2月）
- 赖泽华（2015年3月－2016年7月）
- 陈旭东（2016年7月－2017年7月）
- 范中杰（2017年8月－2019年10月）
- 吕玉印（2019年10月－2021年6月）
- 许晓雄（2021年6月－）

## 办公地点
肇庆市人民政府办公地点位于肇庆市端州区城中路49号。